# خوان مانويل أسينسي
خوان مانويل أسينسي (بالإسبانية: Juan Manuel Asensi)‏ ، من مواليد 23 سبتمبر 1949 ، لاعب كرة قدم إسباني سابق.
لعب مع منتخب إسبانيا لكرة القدم.

## روابط خارجية
- خوان مانويل أسينسي على موقع الاتحاد الدولي (مؤرشف)  (الإنجليزية)
- خوان مانويل أسينسي على موقع الاتحاد الأوربي (الإنجليزية)
- خوان مانويل أسينسي على موقع قاعدة بيانات كرة القدم.إي يو (الإنجليزية)
- خوان مانويل أسينسي على موقع قاعدة بيانات كرة القدم.إي يو (الإنجليزية)
- خوان مانويل أسينسي على موقع ناشيونال فوتبول تيمز (الإنجليزية)
- خوان مانويل أسينسي على موقع عالم كرة القدم.نت (الإنجليزية)
- خوان مانويل أسينسي على موقع أوليمبيديا (الإنجليزية)